# منیرال بلاف (جورجیا)
منیرال بلاف (به انگلیسی: Mineral Bluff) یک منطقهٔ مسکونی در ایالات متحده آمریکا است که در شهرستان فانین، جورجیا واقع شده‌است. منیرال بلاف ۱۵۰ نفر جمعیت دارد و ۴۷۹٫۱۵ متر بالاتر از سطح دریا واقع شده‌است.